# Oncorhynchus clarki bouvieri
Oncorhynchus clarki bouvieri è una sottospecie di Oncorhynchus clarkii, un pesce appartenente alla famiglia Salmonidae.